# 國際地鐵標竿聯盟

國際地鐵聯盟舊標識

國際地鐵標竿聯盟（英語：Community of Metros Benchmarking Group）於2019年由「國際地鐵聯盟」（CoMET）與「軌道運輸標竿聯盟」（Nova）合併而來。
前身的國際地鐵聯盟於1982的UITP會議中創立。國際地鐵聯盟是一個國際性的地鐵基準組織，此組織與其他全世界大型規模的都會鐵路分享經驗、比較績效、追求卓越與互相學習，目前會員共有44個。
國際地鐵聯盟與軌道運輸標竿聯盟的會務活動與研究計畫由英國倫敦帝國學院的運輸研究中心（Centre for Transport Studies）中的軌道與運輸策略中心（Railway and Transport Strategy Centre）管轄，國際地鐵聯盟與軌道運輸標竿聯盟不同在於國際地鐵聯盟會員為大型規模的都會鐵路（年運量到達5億），而軌道運輸標竿聯盟為小型至中型規模的都會鐵路，因此國際地鐵聯盟亦稱為「大聯盟」，軌道運輸標竿聯盟也被稱為「小聯盟」。
軌道運輸標竿聯盟（英語：Nova benchmarking group of Metros或NOVA）根據國際地鐵聯盟的成功經驗，於1997年創立，是一個國際性的地鐵基準組織，此組織與其他全世界中型規模的都會鐵路分享經驗、比較績效、追求卓越與互相學習。

## 会员列表

### 亚洲及大洋洲
| 司法管轄區 | 系統名稱     | 運營公司名稱                      |
| ---------- | ------------ | --------------------------------- |
| 韩国       | 首爾地鐵     | 首尔交通公社                      |
| 臺灣       | 臺北捷運     | 臺北大眾捷運股份有限公司（TRTC）  |
| 澳大利亚   | 悉尼地铁     | 悉尼地鐵列車                      |
| 印度       | 清奈地铁     | 清奈地铁有限公司                  |
| 印度       | 班加罗尔地铁 | 班加罗尔地铁有限公司              |
| 印度       | 德里地铁     | 德里都会铁路公司（DMRC）          |
| 日本       | 東京地下鐵   | 東京地下鐵株式會社                |
| 泰国       | 曼谷地铁     | 曼谷高速公路及地铁有限公司（BEM） |
| 中國大陸   | 北京地铁     | 北京市地铁运营有限公司（BMTROC）  |
| 中國大陸   | 广州地铁     | 广州地铁集团有限公司（GMC）       |
| 中國大陸   | 南京地铁     | 南京地铁集团有限公司（NMOC）      |
| 中國大陸   | 上海地铁     | 上海申通地铁集团有限公司（SSMG）  |
| 中國大陸   | 深圳地铁     | 深圳地铁运营集团有限公司（SZMC）  |
| 阿联酋     | 迪拜地铁     | 迪拜道路和运输管理局（RTA）       |
| 香港       | 港铁         | 香港鐵路有限公司（MTRCL）         |
| 马来西亚   | 吉隆坡快捷通 | 馬來西亞國家基建公司              |
| 印度尼西亚 | 雅加達地鐵   | Moda Raya Terpadu Jakarta         |
| 新加坡     | 新加坡地鐵   | 新加坡地铁有限公司（SMRT）        |

### 欧洲
| 司法管轄區 | 系統名稱          | 運營公司名稱                 |
| ---------- | ----------------- | ---------------------------- |
| 西班牙     | 巴塞羅那地鐵      | 巴塞隆納都會交通（TMB）      |
| 西班牙     | 马德里地铁        | 马德里地铁股份有限公司       |
| 德国       | 柏林地鐵          | 柏林公共交通公司（BVG）      |
| 比利时     | 布魯塞爾地鐵      | 布鲁塞尔市际交通公司（STIB） |
| 土耳其     | 伊斯坦布爾地鐵    | 伊斯坦布爾都會               |
| 葡萄牙     | 里斯本地鐵        | 里斯本地鐵公司（ML）         |
| 英国       | 倫敦DLR           | 碼頭區輕便鐵路有限公司       |
| 英国       | 倫敦地铁          | 倫敦地鐵有限公司（LUL）      |
| 英国       | 泰恩-威爾地鐵     | Nexus                        |
| 挪威       | 奧斯陸地鐵        | Oslo Sporveien               |
| 法国       | 巴黎地鐵及巴黎RER | 巴黎大眾運輸公司（RATP）     |

### 美洲
| 司法管轄區 | 系統名稱                 | 運營公司名稱                            |
| ---------- | ------------------------ | --------------------------------------- |
| 美国       | 亚特兰大地铁             | 亚特兰大都市区快速运输局                |
| 美国       | 檀香山轨道交通           | 檀香山快速运输管理局                    |
| 美国       | 紐約地鐵                 | 紐約市公共運輸局（NYCT）                |
| 美国       | 紐新港務局過哈德遜河捷運 | 纽新港务局                              |
| 美国       | 舊金山灣區捷運系統       | 舊金山灣區捷運局                        |
| 美国       | 华盛顿地铁               | 華盛頓都會區交通局（WMATA）             |
| 阿根廷     | 布宜諾斯艾利斯地鐵       | Emova                                   |
| 墨西哥     | 墨西哥城地铁             | Sistema de Transporte Colectivo（STC）  |
| 加拿大     | 蒙特利爾地鐵             | 蒙特利爾交通局（STM）                   |
| 加拿大     | 渥太華輕鐵               | 渥太華卡爾頓交通局                      |
| 加拿大     | 多倫多地鐵               | 多倫多公車局（TTC）                     |
| 加拿大     | 温哥华架空列车           | 不列颠哥伦比亚快速运输有限公司（BCRTC） |
| 智利       | 圣地亚哥地铁             | Metro de Santiago                       |
| 巴西       | 圣保罗地铁               | 聖保羅地鐵公司（MSP）                   |
| 巴西       | 里約熱內盧地鐵           | Metrô Rio                               |

### 終止會員資格
- 俄羅斯莫斯科地铁（國際地鐵標竿聯盟宣布由於俄国入侵烏克蘭的各種战争罪行和侵略罪，因此决议於2022年3月永久終止會員，立即驅逐）
- 澳大利亚悉尼列车（2011年加入国际市郊铁路标竿联盟（ISBeRG），2024年结束平行会员状态）

## 外部連結
- 國際地鐵標竿聯盟（CoMET）官網 （页面存档备份，存于）
- 國際公共運輸聯會